# Ký hiệu Steinhaus–Moser
Trong toán học, ký hiệu Steinhaus-Moser là ký hiệu để biểu thị các số lớn nhất định. Nó là phần mở rộng của Leo Moser cho ký hiệu đa giác của Hugo Steinhaus.

## Định nghĩa
số n trong hình tam giác có nghĩa là nn.
 số n trong hình vuông tương đương với "số n bên trong n hình tam giác, tất cả đều được lồng vào nhau."
 số n trong hình ngũ giác tương đương với "số n bên trong n hình vuông, tất cả đều được lồng vào nhau."
Cứ như vậy, kí hiệu n được viết trong một đa giác (m + 1) cạnh tương đương với "số n bên trong n đa giác m cạnh lồng nhau". Trong một loạt các đa giác lồng nhau, chúng được kết hợp theo phía từ ngoài vào trong. Số n bên trong hai tam giác tương đương với nn bên trong một tam giác, tương đương với nn được nâng lên thành lũy thừa của nn.
Steinhaus chỉ định nghĩa tam giác, hình vuông và hình tròn , tương đương với hình ngũ giác được định nghĩa ở trên.

## Các giá trị đặc biệt
Steinhaus xác định:
- mega là số tương đương với 2 trong một vòng tròn: ②
- megiston là số tương đương với 10 trong một vòng tròn: ⑩

Số Moser là số được biểu thị bằng "2 trong một megagon". Megagon ở đây là tên của một đa giác có các cạnh "cực lớn, không thể đếm được" (đừng nhầm với đa giác có một triệu cạnh).
Kí hiệu thay thế:
- sử dụng các hàm vuông(x) và tam giác(x)
- đặt M(n, m, p) là số được đại diện bởi số n trong m lồng nhau p-đa giác cạnh; thì các quy tắc là:
  - {\displaystyle M(n,1,3)=n^{n}}
  - {\displaystyle M(n,1,p+1)=M(n,n,p)}
  - {\displaystyle M(n,m+1,p)=M(M(n,1,p),m,p)}
- và
  - mega = {\displaystyle M(2,1,5)}
  - megiston = {\displaystyle M(10,1,5)}
  - moser = {\displaystyle M(2,1,M(2,1,5))}

## Mega
Một mega, ②, đã là một số rất lớn, vì ② =
vuông(vuông(2)) = vuông(tam giác(tam giác(2))) =
vuông(tam giác(22)) =
vuông(tam giác(4)) =
vuông(44) =
vuông(256) =
tam giác(tam giác(tam giác(...tam giác(256)...))) [256 tam giác] =
tam giác(tam giác(tam giác(...tam giác(256256)...))) [255 tam giác] ~
tam giác(tam giác(tam giác(...tam giác(3.2 × 10616)...))) [254 tam giác] =
...